# Андрес Скоти
Анрес Скоти Понсе де Леон (на испански: Andrés Scotti Ponce de León), роден на 14 декември 1975 г. в Монтевидео, е уругвайски футболист. Играе на поста централен защитник за отбора на Дефенсор Спортинг.

## Клубна кариера
През 1993 г. Скоти започва кариерата си в аматьорския Индепендиенте де Флорес, а година по-късно печели титлата в местния шампионат. През 1997 г. отива на проби в Сентрал Еспаньол, но в крайна сметка подписва с Монтевидео Уондърърс, с които дебютира в Примера дивисион. До края на века играе последователно в чилийския Уачипато и мексиканските Некакса и Пуебла. С Некакса печели трето място на Световното клубно първенство през 2000 г. През 2001 и 2002 г. отново играе в Уругвай, съответно за Монтевидео Уондърърс и Насионал Монтевидео. С Насионал печели шампионската титла след победа на финала над Данубио с общ резултат 4:2, а на реванша отбелязва гол. През 2003 г. Скоти преминава в руския Рубин, като още в дебютния си сезон в Премиер Лигата тимът завършва на трето място. След четири сезона в Русия той се мести в Аржентина, където играе за Архентинос Хуниорс до 2009 г. Следва двугодишен престой в чилийския гранд Коло Коло, като през 2011 г. дори е капитан на отбора. През 2012 г. се завръща в Насионал Монтевидео и отново печели шампионската титла. През 2014 г. 38-годишният по това време Скоти подписва едногодишен договор с Дефенсор Спортинг.

## Национален отбор
За националния отбор на Уругвай дебютира на 21 май 2006 г. в приятелски мач срещу Северна Ирландия. Изиграва 40 мача в периода 2006 – 2013 г., отбелязвайки един гол. Скоти е част от състава, финиширал на четвърто място на Световното първенство в Южна Африка. Печели Копа Америка през 2011 г., участва и на турнира през 2007, както и на Купа на конфедерациите 2013 г.

## Успехи
С Насионал Монтевидео
- Примера Дивисион:
  - Шампион (2): 2002, 2012
- Копа Судамерикана:
  - Полуфиналист (1): 2002

С Рубин Казан
- Премиер Лига:
  - Трето място (1): 2003

С Коло Коло
- Примера Дивисион:
  - Вицешампион (1): 2010

С Архентинос Хуниорс
- Копа Судамерикана:
  - Полуфиналист (1): 2008

Уругвай
- Световно първенство:
  - Четвърто място (1): 2010
- Копа Америка:
  - Шампион (1): 2011
  - Четвърто място (1): 2007
- Купа на Конфедерациите:
  - Четвърто място (1): 2013